# Digama lithosioides
Digama lithosioides is een vlinder uit de familie spinneruilen (Erebidae). De wetenschappelijke naam is voor het eerst geldig gepubliceerd in 1907 door Swinhoe.
De soort komt voor in tropisch Afrika.